# 기묘도
기묘도(奇妙度, 영어: strangeness)는 입자물리학에서 강입자에 든 기묘 쿼크의 수다. 입자의 맛깔 양자수 가운데 하나다. 기호는 영명의 머릿글자인 영문자 S다.
다음과 같이 정의한다.
{\displaystyle S=-(n_{s}-n_{\bar {s}})}
여기서 {\displaystyle n_{s}}은 기묘 쿼크의 수, {\displaystyle n_{\overline {s}}}은 기묘 반쿼크의 수다.

## 기묘도 보존
기묘도는 머리 겔만과 니시지마 가즈히코(西島 和彦)가 도입한 입자의 맛깔 중 하나로 케이온이나 하이퍼론이 가지고 있다. 기묘도라는 이름은 이들의 무거운 질량에 비해 매우 느리게 붕괴하기 때문에 붙여진 이름이다. 기묘도는 입자가 생성될 때는 보존되지만 붕괴할 때에는 보존되지 않는다.

## 같이 보기
- 아이소스핀
- 초전하